# Pantylus
Genre
Espèce
Pantylus est un genre d’amphibiens lépospondyles, qui ont vécu à la période permienne, en Amérique du Nord.

## Description

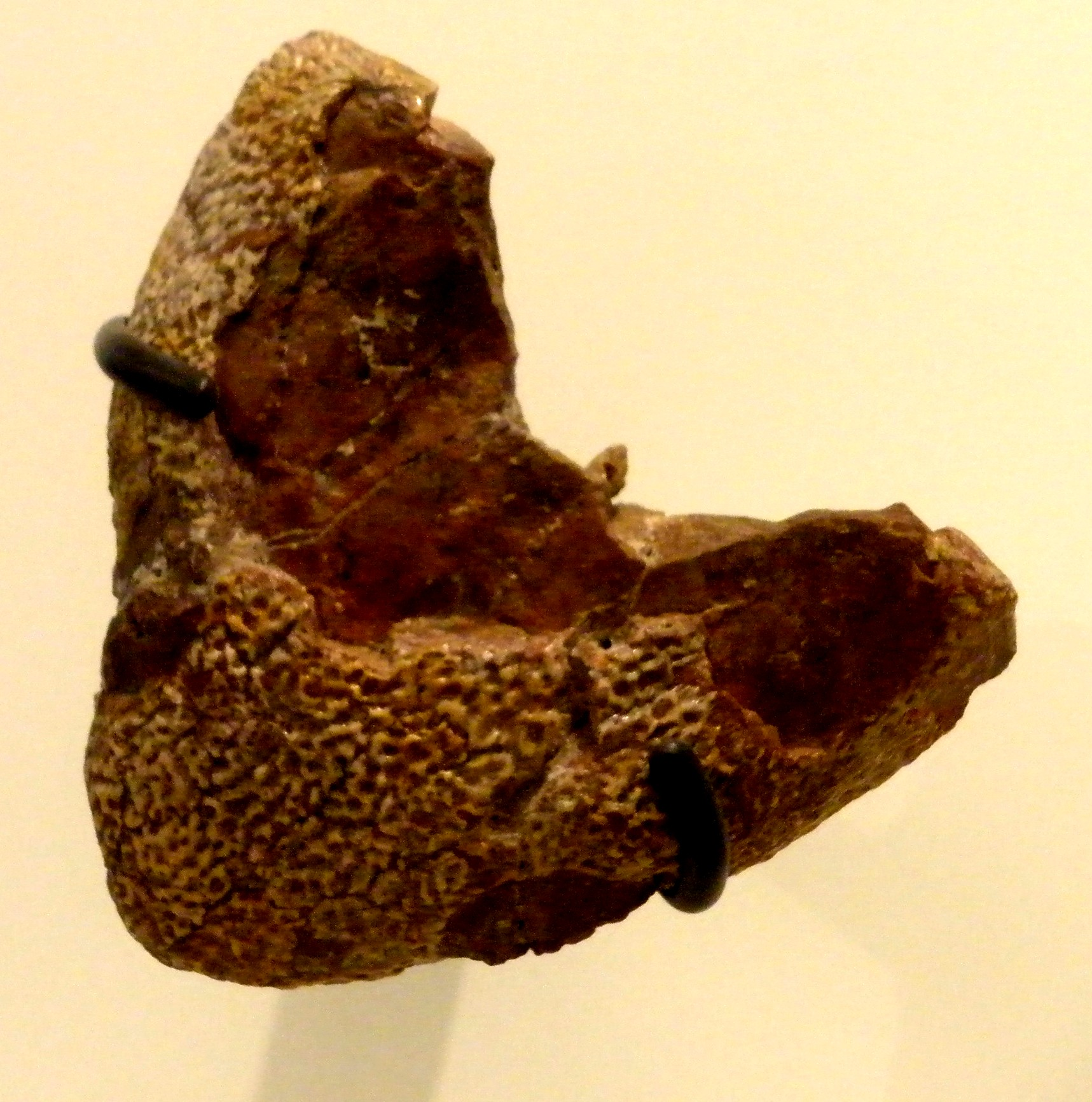
Crâne de Pantylus cordatus.

Pantylus était probablement un animal essentiellement terrestre, à en juger par ses robustes pattes. Il mesurait environ 25 centimètres de long et ressemblait à un lézard avec un gros crâne et des membres courts. Il avait de nombreuses dents pointues, et chassait probablement des invertébrés.